# Conseil australien de la recherche
Pour les articles homonymes, voir ARC.
Le Conseil australien de la recherche (en anglais : Australian Research Council, ARC) est le principal organisme de financement de la recherche non médicale du gouvernement australien, distribuant plus de A$800 million en bourses chaque année. Le Conseil a été créé par l'Australian Research Council Act 2001 et fournit un financement compétitif de la recherche aux universitaires et aux chercheurs des universités australiennes. La plupart des recherches en santé et en médecine en Australie sont financées par le Conseil national de la santé et de la recherche médicale (National Health and Medical Research Council, NHMRC), plus spécialisé, qui fonctionne avec un budget distinct.
L'ARC ne finance pas directement les chercheurs, mais alloue cependant des fonds à des programmes individuels avec des portées spécialisées, tels que Discover (recherche fondamentale et empirique) et Linkage (projets de collaboration nationaux et internationaux). La plupart de ces programmes relèvent du Programme national de subventions concurrentielles (National Competitive Grants Program, NCGP), en vertu duquel les établissements doivent se concurrencer pour obtenir un financement. L'ARC administre également le cadre Excellence en recherche pour l'Australie (en) (ERA), qui fournit des lignes directrices pour évaluer la qualité de la recherche. Les centres d'excellence de l'ARC, financés pour une période limitée, sont des collaborations établies entre des universités australiennes et internationales et d'autres institutions pour soutenir la recherche dans divers domaines.
Depuis 2011, l'ARC a attribué la bourse annuelle Kathleen Fitzpatrick Australian Laureate Fellowship (en) et la bourse Georgina Sweet Australian Laureate Fellowship (en), qui sont des bourses de recherche pour les chercheuses australiennes et internationales, destinées à soutenir des programmes de recherche innovants et à encadrer des chercheurs en début de carrière.

## Histoire et gouvernance
Le Conseil australien de la recherche a été créé en tant qu'organisme indépendant en vertu du Australian Research Council Act 2001.
En 2021, l'agence est administrée par le Ministère de l'Éducation et de l'Emploi (en), dirigé par le ministre de l'éducation, de l'enfance et de la jeunesse (en).
La mission de l'ARC est de proposer des politiques et des programmes qui font progresser la recherche et l'innovation australiennes à l'échelle mondiale et profitent à la communauté. Il soutient la recherche dans toutes les disciplines, à l'exception de la recherche clinique et médicale et dentaire, dont le Conseil national de la santé et de la recherche médicale (NHMRC) est principalement responsable.

### Intégrité de la recherche
L'ARC met à jour sa propre politique d'intégrité de la recherche, qui inclut le renvoi au Comité australien d'intégrité de la recherche (Australian Research Integrity Committee, ARIC) si nécessaire. L'ARIC est un organisme indépendant, établi conjointement par l'ARC et le NHMRC, pour fournir un système d'examen des réponses institutionnelles aux allégations d'inconduite en recherche,.

## Domaines fonctionnels

### Programme national de subventions concurrentielles
L'ARC finance la recherche et les chercheurs dans le cadre du Programme national de subventions concurrentielles (NCGP). Les possibilités de financement administrées par l'ARC comprennent la Australian Laureate Fellowship (en).
Le NCGP comprend deux éléments principaux, la découverte et la liaison, dans le cadre desquels l'ARC finance une gamme de programmes complémentaires pour soutenir les chercheurs à différents stades de leur carrière, renforcer les capacités de recherche de l'Australie, étendre et améliorer les réseaux et les collaborations de recherche et développer des centres d'excellence en recherche.

### Excellence en recherche pour l'Australie
L'ARC administre Excellence en recherche pour l'Australie (en) (ERA), le cadre national australien d'évaluation de la recherche, qui est chargé d'identifier et de promouvoir l'excellence dans tout le spectre des activités de recherche dans les établissements d'enseignement supérieur en Australie.

## Programme Linkage
L'ARC gère divers programmes de financement sous la bannière des programmes de liaison, qui encouragent les collaborations de recherche entre les chercheurs et différents types d'organisations, y compris les entreprises privées, les organisations communautaires et d'autres agences de recherche. Les programmes Linkage comprennent les centres d'excellence ARC, les projets de liaison et les initiatives de recherche spéciales.

### Centres d'excellence
Financés par l'ARC pour une période limitée (souvent sept ans), les centres d'excellence (CoE) sont des collaborations multi-institutionnelles à grande échelle établies entre des universités australiennes et internationales, des organismes de recherche, des gouvernements et des entreprises, pour soutenir la recherche dans un certain nombre de champs. Des rondes de financement récentes ont eu lieu en 2011, 2014, 2017 et 2020.
Les centres d'excellence financés en 2020 sont : 
- Centre d'excellence de l'ARC pour la prise de décision automatisée et la société (ADMS)
- Centre d'excellence de l'ARC pour les enfants et les familles tout au long de la vie
- Centre d'excellence de l'ARC pour la physique des particules de matière noire
- Centre d'excellence ARC pour l'enfant numérique
- Centre d'excellence de l'ARC pour permettre l'enrichissement éco-efficace des minéraux
- Centre d'excellence de l'ARC pour les innovations en science des peptides et des protéines
- Centre d'excellence ARC pour la réussite des plantes dans la nature et l'agriculture
- Centre d'excellence ARC en biologie synthétique
- Centre d'excellence ARC pour les systèmes méta-optiques transformateurs

Parmi les centres qui continuent de fonctionner figurent : 
- Centre ARC de la biodiversité et du patrimoine australiens (CABAH (en)), 2017-
- Centre d'excellence ARC pour la dynamique du langage (COEDL), 2014 - [10]
- Centre d'excellence de l'ARC pour l'histoire des émotions (CHE (en)), 2011–
- Centre d'excellence de l'ARC en recherche sur le vieillissement de la population (CEPAR (en)), 2011–
- Centre d'excellence de l'ARC dans les futures technologies électroniques à faible consommation d'énergie (FLEET (en)), 2017–

Les anciens centres d'excellence de l'ARC comprennent : 
- Le Center for Cross-Cultural Research (CCR) de l'Université nationale australienne, cité comme « Centre de recherche spécial de l'ARC axé sur la compréhension savante et publique des relations et des histoires interculturelles, en particulier mais pas exclusivement en Australie et dans la région immédiate »[11], a existé de 1997/8 [12] à environ 2006/7[13],[14]. L'anthropologue Nicholas Thomas en fut le premier directeur[15].
- Centre ARC pour les systèmes complexes (ACCS (en)), 2004-2009 [8].
- Centre d'excellence de l'ARC pour les industries créatives et l'innovation (CCI (en)), 2005-2013 [8].
- Centre d'excellence de l'ARC pour l'astrophysique tout ciel (CAASTRO), 2011-2018 [8].

## Égalité des genres
Depuis 2011, l'Australian Research Council a attribué deux bourses de recherche à des chercheuses et à des chefs de file de la recherche australiennes et internationales afin de renforcer la capacité de recherche de l'Australie, d'entreprendre des programmes de recherche innovants et d'encadrer des chercheurs en début de carrière. La bourse Kathleen Fitzpatrick Australian Laureate Fellowship (en) est attribuée à un candidat des disciplines des sciences humaines, des arts et des sciences sociales et la bourse Georgina Sweet Australian Laureate Fellowship (en) est attribuée à un candidat des disciplines des sciences et de la technologie.
| Année | Boursière Kathleen Fitzpatrick               | Boursière Georgina Sweet                  |
| ----- | -------------------------------------------- | ----------------------------------------- |
| 2011  | Pippa Norris                                 | Mahananda Dasgupta                        |
| 2012  | Sue O'Connor                                 | Nalini Joshi                              |
| 2013  | Glenda Sluga (en)                            | Tanya Monro (en)                          |
| 2014  | Joy Damousi (en)                             | Veena Sahajwalla (en) et Kate Smith-Miles |
| 2015  | Anne Orford (en)                             | Leann Tilley (en)                         |
| 2016  | Adrienne Stone (en) et Sharon K. Parker (en) | Branka Vucetic (en)                       |
| 2017  | Ann McGrath (en)                             | Michelle Coote (en)                       |
| 2018  | Marilyn Fleer (en)                           | Christine Beveridge (en)                  |
| 2019  | Lynette Russel                               | Belinda Medlyn                            |
| 2020  | Maureen Dollard                              | Catherine Lovelock (en)                   |
| 2021  | Sundhya Pahuja                               | Yun Liu                                   |